# Saskia & Serge
Saskia & Serge son un dúo holandés formado por la cantante Trudy van den Berg (Grootebroek, 23 de abril de 1947) y su esposo el cantante y guitarrista Ruud Schaap (Den Helder, 22 de marzo de 1946). Conocidos por participación en el Festival de la Canción de Eurovisión 1971. Han disfrutado de una larga y exitosa carrera en los Países Bajos, donde fueron galardonados con la Orden de Orange-Nassau en 2004.

## Inicios
Van den Berg y Schaap saltaron a la fama, como "Trudy & Ruud", cuando ganarron el concurso de talentos organizado por el cantante Max van Praag en 1967. La pareja contrajo matrimonio en 1969 y cambiaron su nombre artístico por el de "Saskia & Serge", su estilo suave, y folk comenzó a ser popular.

## Festival de Eurovisión
En 1970, Saskia & Serge tomaron parte en la selección que se hizo en los Países Bajos para elegir representante en el Festival de Eurovisión con la canción "Het spinnewiel" ("La rueca"), que consiguió la segunda posición. Volvieron a intentarlo en 1971, donde esta vez solo ellos participaban como intérpretes y se elegía una de las seis canciones a concurso, la canción elegida fue "Tijd" ("Tiempo"), con ella participaron en el Festival de la Canción de Eurovisión 1971, que se disputó en Dublín el 3 de abril. Aunque el micrófono de Saskia funcionó mal al empezar la actuación, "Tijd" acabó en la sexta plaza de un total de 18 participantes.

## Carrera posterior
Tras el lanzamiento de numerosos álbumes de estilo folk que pasaron sin pena ni gloria, Saskia & Serge cambiaron de estilo en 1976 lanzando con éxito un álbum de estilo country, We'll Give You Everything, el sencillo del mismo título que el álbum alcanzó el top 10 en los Países Bajos. El álbum también fue conocido fuera de los Países Bajos, siendo los primeros artistas holandeses en actuar en el programa Grand Ole Opry en Nashville, Tennessee. Entre otros éxitos el más importante fue "Mama, he's a soldier now" de 1980.
Saskia & Serge han continuado lanzando álbumes con canciones originales y versiones. Su álbum número 15, Mooie liedjes, vio la luz en diciembre de 2008, y consiste en adaptaciones de conocidas canciones holandesas.
| Predecesor: Hearts of Soul con Waterman | Países Bajos en el Festival de Eurovisión 1971 | Sucesor: Sandra & Andres con Als het om de liefde gaat |